# Wiesiełowka (obwód czelabiński)
Wiesiełowka (ros. Веселовка) – wieś (sieło) w Rosji, w obwodzie czelabińskim, w okręgu miejskim Złatousta. W 2010 liczyła 304 mieszkańców.